# Primera Divisió (2011/2012)
Primera Divisió (2011/2012) to siedemnasty sezon najwyższej klasy piłki nożnej w Andorze. Sezon planowo rozpoczyna się we wrześniu, a zakończy się w marcu. Tytułu mistrza ligi bronić będzie FC Santa Coloma, która ma na swoim koncie już 6 mistrzostw.

## Format rozgrywek
Osiem uczestniczących drużyn, grają mecze każdy z każdym w pierwszej fazie rozgrywek. W ten sposób odbywa się pierwszych 14 meczów. Następnie liga zostaje podzielona na dwie grupy po cztery zespoły. W obydwóch grupach drużyny rozgrywają kolejne mecze – dwukrotnie (mecz i rewanż) z każdą z drużyn ze znajdujących się w jej macierzystej połówce tabeli. W ten sposób każda z drużyn rozgrywa kolejnych sześć meczów, a punkty i bramki zdobyte w pierwszej fazie są brane pod uwagę w fazie drugiej. Górna połówka tabeli walczy o mistrzostwo Andory oraz kwalifikacje do rozgrywek europejskich, natomiast dolna połówka broni się przed spadkiem. Do niższej ligi spada bezpośrednio ostatnia drużyna, a przedostatnia musi rozgrywać baraż z drugą drużyną z niższej ligi.

## Uczestniczące drużyny
| Uczestnicy poprzedniej edycji                                                                                 | Uczestnicy poprzedniej edycji | Uczestnicy poprzedniej edycji | Uczestnicy poprzedniej edycji |
| --- | ----------------------------- | ----------------------------- | ----------------------------- |
| SFC | FC Santa Coloma               | 1                             |                               |
| SJU | UE Sant Julià                 | 2                             |                               |
| LUS | FC Lusitanos                  | 3                             |                               |
| SUE | UE Santa Coloma               | 4                             |                               |
| PRI | CE Principat                  | 5                             |                               |
| INT | Inter Club d’Escaldes         | 6                             |                               |
| ENC | FC Encamp                     | 7                             |                               |
| Spadek z Primera Divisió                                                                                      |                               |                               |                               |
| CEB | Casa Estrella del Benfica     | 8                             |                               |
| Awans z Segona Divisió (2010/2011)                                                                            |                               |                               |                               |
| RAN | FC Rànger's                   | 1                             |                               |
| Oznaczenia: - kolumna pierwsza – skróty nazw drużyn, - kolumna trzecia – miejsce zajęte w poprzednim sezonie. |                               |                               |                               |

## Stadiony
| Drużyna               | Miasto              | Stadion    | Pojemność |
| --------------------- | ------------------- | ---------- | --------- |
| CE Principat          | Andorra la Vella    | DEVK-Arena | 899       |
| FC Lusitanos          | Andorra la Vella    | DEVK-Arena | 899       |
| FC Rànger's           | Andorra la Vella    | DEVK-Arena | 899       |
| FC Santa Coloma       | Santa Coloma        | DEVK-Arena | 899       |
| Inter Club d’Escaldes | Les Escaldes        | DEVK-Arena | 899       |
| UE Engordany          | Engordany           | DEVK-Arena | 899       |
| UE Sant Julià         | Sant Julià de Lòria | DEVK-Arena | 899       |
| UE Santa Coloma       | Santa Coloma        | DEVK-Arena | 899       |

## Pierwsza runda

### Tabela
| Lp. | Drużyna               | M  | Z  | R | P  | Bramki | Bramki | Różn. | Pkt | Uwagi                               |
| --- | --------------------- | -- | -- | - | -- | ------ | ------ | ----- | --- | ----------------------------------- |
| 1   | FC Santa Coloma       | 14 | 10 | 2 | 2  | 51     | 9      | +42   | 32  | Kwalifikacja do grupy mistrzowskiej |
| 2   | FC Lusitanos          | 14 | 9  | 4 | 1  | 40     | 12     | +28   | 31  | Kwalifikacja do grupy mistrzowskiej |
| 3   | UE Santa Coloma       | 14 | 9  | 3 | 2  | 54     | 12     | +42   | 30  | Kwalifikacja do grupy mistrzowskiej |
| 4   | UE Sant Julià         | 14 | 8  | 4 | 2  | 47     | 14     | +33   | 28  | Kwalifikacja do grupy mistrzowskiej |
| 5   | CE Principat          | 14 | 3  | 3 | 8  | 17     | 27     | −10   | 12  | Kwalifikacja do grupy spadkowej     |
| 6   | UE Engordany          | 14 | 3  | 3 | 8  | 17     | 45     | −28   | 12  | Kwalifikacja do grupy spadkowej     |
| 7   | Inter Club d’Escaldes | 14 | 3  | 1 | 10 | 13     | 51     | −38   | 10  | Kwalifikacja do grupy spadkowej     |
| 8   | FC Rànger's           | 14 | 1  | 0 | 13 | 8      | 77     | −69   | 3   | Kwalifikacja do grupy spadkowej     |

### Wyniki pierwszej rundy
| Gospodarz \ Gość      | PRI | LUS | RAN  | SFC  | INT  | ENG | SJU | SUE  |
| CE Principat          |     | 0:3 | 4:1  | 0:2  | 2:0  | 0:3 | 0:0 | 0:6  |
| FC Lusitanos          | 2:1 |     | 6:0  | 2:0  | 3:0  | 5:0 | 2:2 | 1:1  |
| FC Rànger's           | 1:4 | 2:5 |      | 0:13 | 1:3  | 0:3 | 0:5 | 0:5  |
| FC Santa Coloma       | 3:2 | 1:1 | 10:0 |      | 2:1  | 5:0 | 0:1 | 2:0  |
| Inter Club d’Escaldes | 1:0 | 0:5 | 0:3  | 0:7  |      | 3:2 | 0:3 | 0:5  |
| UE Engordany          | 1:1 | 2:2 | 3:0  | 0:2  | 1:1  |     | 1:2 | 0:10 |
| UE Sant Julià         | 3:2 | 1:2 | 6:0  | 1:1  | 12:3 | 9:0 |     | 0:1  |
| UE Santa Coloma       | 1:1 | 2:1 | 10:0 | 1:3  | 5:1  | 5:1 | 2:2 |      |

Aktualne na 4 marca 2012. Źródło: 
Objaśnienia:
1Drużyna gospodarzy jest wymieniona po lewej stronie tabeli.
Kolory: zielony – zwycięstwo gospodarzy, żółty – remis, różowy – zwycięstwo gości.

## Druga runda

### Grupa mistrzowska
| Lp. | Drużyna          | M  | Z  | R | P | Bramki | Bramki | Różn. | Pkt | Uwagi                                       |
| --- | ---------------- | -- | -- | - | - | ------ | ------ | ----- | --- | ------------------------------------------- |
| 1   | FC Lusitanos (M) | 20 | 11 | 7 | 2 | 48     | 18     | +30   | 40  | Liga Mistrzów UEFA • I runda kwalifikacyjna |
| 2   | FC Santa Coloma  | 20 | 11 | 5 | 4 | 56     | 17     | +39   | 38  | Liga Europy UEFA • I runda kwalifikacyjna   |
| 3   | UE Santa Coloma  | 20 | 10 | 7 | 3 | 61     | 20     | +41   | 37  |                                             |
| 4   | UE Sant Julià    | 20 | 10 | 6 | 4 | 57     | 22     | +35   | 36  |                                             |

### Grupa spadkowa
| Lp. | Drużyna               | M  | Z | R | P  | Bramki | Bramki | Różn. | Pkt | Uwagi                                    |
| --- | --------------------- | -- | - | - | -- | ------ | ------ | ----- | --- | ---------------------------------------- |
| 5   | CE Principat          | 20 | 8 | 3 | 9  | 32     | 32     | 0     | 27  |                                          |
| 6   | UE Engordany          | 20 | 6 | 4 | 10 | 32     | 51     | −19   | 22  |                                          |
| 7   | Inter Club d’Escaldes | 20 | 5 | 3 | 12 | 34     | 65     | −31   | 18  | Kwalifikacja do baraży o Primera Divisió |
| 8   | FC Rànger's (S)       | 20 | 1 | 1 | 18 | 16     | 111    | −95   | 4   | Spadek do Segona Divisió                 |

### Wyniki drugiej rundy
| Gospodarz \ Gość | LUS | SFC | SJU | SUE |
| FC Lusitanos     |     | 2:0 | 2:1 | 0:0 |
| FC Santa Coloma  | 1:1 |     | 1:1 | 3:1 |
| UE Sant Julià    | 2:1 | 3:0 |     | 1:2 |
| UE Santa Coloma  | 2:2 | 0:0 | 2:2 |     |

| Gospodarz \ Gość      | PRI | RAN | INT  | ENG |
| CE Principat          |     | 5:2 | 1:2  | 1:0 |
| FC Rànger's           | 0:3 |     | 1:10 | 0:8 |
| Inter Club d’Escaldes | 1:3 | 5:5 |      | 2:2 |
| UE Engordany          | 0:2 | 3:0 | 2:1  |     |

## Baraże o Primera Divisió
| 13 maja 2012 | Inter Club d’Escaldes | 2 : 0 | UE Extremenya |  |
|              |                       |       |               |  |

| 19 maja 2012 | UE Extremenya | 0 : 1 | Inter Club d’Escaldes |  |
|              |               |       |                       |  |